# Coupe CONMEBOL
La Coupe CONMEBOL (en portugais : Copa CONMEBOL) est une compétition internationale de football qui se jouait chaque année de 1992 à 1999 entre des clubs de la CONMEBOL non qualifiés pour la Copa Libertadores.
Elle se jouait par match aller-retour à élimination directe avec 16 équipes au départ (même système que la Coupe UEFA). Seuls des clubs argentins et brésiliens ont pu inscrire leur nom au palmarès de l'épreuve; l'Atlético Mineiro est l'unique formation à avoir remporté deux fois la compétition, en 1992 et 1997.
Elle est supprimée après l'édition 1999, supplantée par les Copa Mercosur et Copa Merconorte, compétitions régionales mises en place depuis 1998. Pour pallier cette disparition, la CONMEBOL organise à partir de 2002 la Copa Sudamericana, qui a le même format que la Copa Conmebol.

## Palmarès

### Palmarès par édition
| Année | Vainqueur              | Pays      | Finaliste          | Pays      | Score             | Lieu         | Demi-finalistes                                    |
| 1992  | Atlético Mineiro       | Brésil    | Club Olimpia       | Paraguay  | 2-0/0-1           |              | El Nacional, Gimnasia y Esgrima La Plata           |
| 1993  | Botafogo FR            | Brésil    | Peñarol            | Uruguay   | 1-1/2-2 (3:1 tab) |              | Atlético Mineiro, San Lorenzo                      |
| 1994  | São Paulo FC           | Brésil    | Peñarol            | Uruguay   | 6-1/0-3           |              | SC Corinthians, Universidad de Chile               |
| 1995  | CA Rosario Central     | Argentine | Atlético Mineiro   | Brésil    | 0-4/4-0 (4:3 tab) |              | América Cali, Club Atlético Colegiales             |
| 1996  | CA Lanús               | Argentine | Santa Fe           | Colombie  | 2-0/0-1           | Lanús/Bogota | Clube de Regatas Vasco da Gama, CA Rosario Central |
| 1997  | Atlético Mineiro       | Brésil    | CA Lanús           | Argentine | 4-1/1-1           |              | Colón, Universitario de Deportes                   |
| 1998  | Santos FC              | Brésil    | CA Rosario Central | Argentine | 1-0/0-0           |              | Atlético Mineiro, Sampaio Corrêa Futebol Clube     |
| 1999  | Club Atlético Talleres | Argentine | CS Alagoano        | Brésil    | 2-4/3-0           |              | São Raimundo EC, Deportes Concepción               |

### Palmarès par clubs
| Equipe                 | Pays      | Titres     |
| ---------------------- | --------- | ---------- |
| Atlético Mineiro       | Brésil    | 1992, 1997 |
| Botafogo FR            | Brésil    | 1993       |
| CA Lanús               | Argentine | 1996       |
| CA Rosario Central     | Argentine | 1995       |
| Santos FC              | Brésil    | 1998       |
| São Paulo FC           | Brésil    | 1994       |
| Club Atlético Talleres | Argentine | 1999       |

### Palmarès par pays
- Brésil : 5 victoires
- Argentine : 3 victoires